# Traité franco-marocain
 (novembre 2017).
Si vous disposez d'ouvrages ou d'articles de référence ou si vous connaissez des sites web de qualité traitant du thème abordé ici, merci de compléter l'article en donnant les références utiles à sa vérifiabilité et en les liant à la section « Notes et références ».
Le traité franco-marocain est un traité signé entre la France et le Maroc en 1631.

## Histoire
Les négociations ont été menées par l'amiral Isaac de Razilly, après de nombreuses discussions et rencontres à cause du problème des pirates du port de Salé. Après avoir pu entrer en négociations avec Salé en 1630, Razilly acheta une quantité d'esclaves français aux Marocains.
Isaac de Razilly se rendit de nouveau au Maroc en 1631 et participa à la négociation d'un traité franco-marocain. 
Le traité donne à la France un traitement préférentiel, connu sous le nom de capitulations : tarifs préférentiels, établissement d'un consulat et liberté de religion pour les sujets français.
Le traité a été ratifié par Louis XIII en 1632.